# San Vito di Leguzzano
San Vito di Leguzzano är en ort och kommun i provinsen Vicenza i regionen Veneto i Italien. Kommunen hade 3 590 invånare (2018).